# Galléco
Le galléco est une monnaie locale complémentaire et solidaire créée en 2013 et ayant cours dans le département d'Ille-et-Vilaine.
À l'initiative du conseil général d'Ille-et-Vilaine, le galléco est expérimenté dans un premier temps dans trois secteurs du département, à savoir le Pays de Fougères, le Pays de Redon et le Canton de Rennes centre dans sa configuration de 2013. Cette monnaie, qui se présente sous forme de coupons-billets, est utilisable par toute personne adhérente de l'association Galléco pour effectuer un paiement dans un commerce également adhérent à l'association.
Le galléco est porté par l'association Galléco. Les membres du réseau Galléco ont en commun la volonté d’échanger des biens et des services dans le respect des humains et de la nature afin de soutenir le développement du territoire, et adhèrent à une charte de valeurs.

## Les origines du projet
La réflexion sur le projet Galléco a été lancée à l’initiative du conseil général d’Ille-et-Vilaine à la fin de l’année 2011. À l’issue d’une période de concertation citoyenne et de rencontres avec différents partenaires citoyens, élus, entreprises, associations ou banques, trois territoires d’expérimentation ont été déterminés : le Pays de Redon, le Pays de Fougères et le canton de Rennes-Centre.
L’association Galléco a été créée le 21 mars 2013 afin de porter le projet de monnaie locale. Le lancement officiel du galléco a eu lieu le 21 septembre 2013 avec la volonté à terme d’étendre cette démarche à tout le département d’Ille-et-Vilaine, dans le cas où l'expérimentation serait concluante. Le Département a alloué 339 500 € sur 4 ans (2013-2016) pour accompagner ce projet, ainsi qu'une avance remboursable de 40 000 €,,.
Le galléco, qui était un projet à l’initiative du Conseil général, est désormais piloté par l’association Galléco. Si la collectivité départementale a souhaité adopter une démarche de coconstruction (collectivité, associations, entreprises et citoyens), le Conseil général reste membre de droit de l'association Galléco.
En juin 2014, huit mois après le lancement, Ouest-France rapporte que le galléco « peine à décoller ». À la fin de l’année 2015, soit deux ans après le lancement du galléco, le réseau comptait 203 entreprises et 1 205 citoyens adhérents,, contre 98 entreprises et 381 adhérents fin 2013. En décembre 2016, Ouest-France souligne la progression de la monnaie, utilisée désormais par 250 entreprises et 1 700 particuliers, avec un fort taux de satisfaction des 282 adhérents ayant répondu à l'enquête effectuée en mai 2016. Cependant, son financement par le Conseil départemental a été réduit de 50 %, le portant à 40 000 € et obligeant l'association Galléco à trouver de nouvelles sources de fonctionnement. Sont étudiés le paiement dématérialisé, prévu pour septembre 2017, la possible utilisation lors de festivals ou le paiement des services publics en ligne.
En 2022, passé l'effet d'annonce, son utilisation reste confidentielle, principalement par un cœur de militants de 500 utilisateurs dans le département. La monnaie ne circule quasiment plus à Rennes, avec un usage anecdotique sur l'année 2021 selon plusieurs commerçants, mais tend à survivre à Redon.

## Fonctionnement

### Caractéristiques du galléco
Le galléco se présente sous la forme de coupons billets de 1, 2, 5, 10, 20 et 50 gallécos, et présentent des sécurités afin d’empêcher la falsification, par la présence d'un sceau d'identification permettant de vérifier la coupure sur le site Galléco. En avril 2017, le Mensuel de Rennes relève des failles de sécurité sur des billets obtenus début 2017 : aucune protection contre la copie n'est présente sur les billets testés et le sceau d'identification est facilement falsifiable. Par ailleurs, le site de vérification ne permet pas d'identifier de vrais billets. L'association précise que les billets ont été « réimprimés il y a un an ou deux » avec de nouvelles sécurités.
La conversion euro/galléco est simple, un galléco correspondant à un euro. Les euros échangés contre des gallécos sont placés sur un fonds de garantie au Crédit Coopératif, la banque partenaire du projet.

### L'utilisation pour les particuliers
L’adhésion à l’association Galléco est la condition préalable pour utiliser la monnaie locale. C’est ce cadre qui permet au galléco de circuler de manière légale en complémentarité de l’euro. L’adhésion à l’association est annuelle (du 1er janvier au 31 décembre), et est à prix libre pour les particuliers. Lors de l’adhésion une carte d’adhérent annuelle est remise, qui permet ensuite de changer des euros contre des gallécos. Il est possible de changer des euros contre des gallécos au Crédit Coopératif de Rennes, la banque partenaire de l’association, lors des stands de l’association pendant des événements ou chez des professionnels du réseau appelés comptoirs d’échanges. Les gallécos échangés peuvent ensuite être dépensés chez les professionnels du réseau. Un annuaire papier est remis à chaque adhérent lors de son adhésion pour identifier la liste des entreprises où dépenser ses gallécos. Cette liste est mise à jour régulièrement sur le site Internet de l’association.

### L'utilisation pour les professionnels
Pour entrer dans le réseau, les professionnels doivent remplir un questionnaire d’agrément, qui sera présenté aux adhérents lors d’une rencontre mensuelle. Lors de cette rencontre, les adhérents décident si les motivations et l’engagement des structures qui souhaitent rejoindre le réseau correspondent aux valeurs portées par le galléco, et donc de leur entrée ou non dans le réseau. L’adhésion pour les professionnels est annuelle, de date à date, et son montant dépend du nombre de salariés employés.